# Iliada

Pierwsze wersy Iliady

Iliada (gr. Ἰλιάς Iliás) – obok Odysei drugi z eposów, których autorstwo tradycja przypisuje Homerowi. Oba utwory datuje się na VIII lub VII wiek p.n.e. – stanowią więc one najstarsze zabytki literatury greckiej i europejskiej w ogóle. Oba poematy są eposami heroicznymi. Powstały prawdopodobnie w Jonii na wybrzeżu Azji Mniejszej – świadczy o tym przede wszystkim ich język, który można scharakteryzować jako archaiczny dialekt joński z elementami dialektu eolskiego. Metrum stanowi heksametr daktyliczny. Tematem utworu jest gniew Achillesa i związane z nim epizody wojny trojańskiej. Tytuł utworu pochodzi od wyrażenia he Ilias poiesis – pieśń o Ilionie (Troi).

## Autorstwo i czas powstania

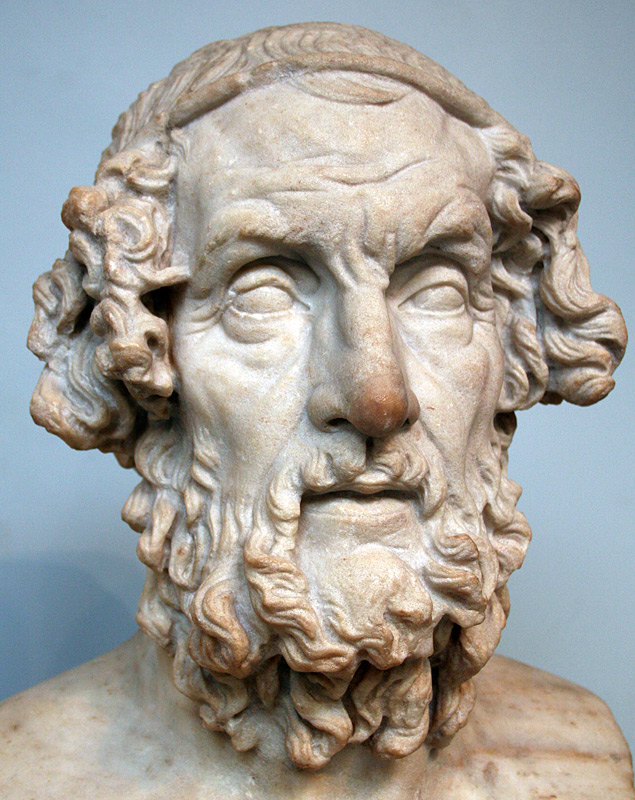
Homer, rzymska kopia rzeźby greckiej

Datowanie utworów jest sporne. Panuje szeroka zgoda, że Iliada jest starsza niż Odyseja. Oba utwory muszą być starsze od dzieł Hezjoda, Prace i dni i Teogonia wykazują bowiem wiele śladów znajomości epiki homerowej. Odyseja wydaje się zaś młodsza od Iliady, ponieważ jej autor systematycznie pomija zawarte już w Iliadzie zdarzenia, rozwijając przy tym stale wiele zawartych w niej wątków; co więcej, oba utwory w wielu aspektach dopełniają się. Większość badaczy uważa, że oba utwory powstały w VIII wieku p.n.e., ewentualnie w VII wieku p.n.e., niektórzy przesuwają jednak czas powstania Iliady na IX wiek p.n.e. Sama treść poematów każe umieszczać je na początku okresu archaicznego: świat przedstawiony w poematach, mimo że wydaje się nieraz celowo archaizowany przez autora, przenoszony do czasów legendarnych bohaterów czasów mykeńskich, wykazuje jednak zgodność ze świadectwami archeologicznymi i wszelkimi rekonstrukcjami historycznymi kultury materialnej i duchowej Greków VIII i VII w. p.n.e. Charakterystyczne są choćby podobieństwa między opisami życia codziennego w eposach homerowych a scenami rodzajowymi przedstawianymi przez greckie malarstwo wazowe w stylu geometrycznym. Na obecny kształt poematu wpłynęła redakcja z VI wieku p.n.e., dokonana z polecenia tyrana Pizystrata. Redakcja ta była zarazem pierwszym spisaniem Iliady, która w pierwotnej postaci należy do literatury oralnej. Samo istnienie redakcji Iliady za Pizystrata jest jednak podważane, gdyż milczą o nim najstarsze źródła greckie, np. Herodot – w tym stanie rzeczy odpowiedź na pytanie, kiedy Iliada została spisana, nie jest możliwa.
Homer, któremu tradycja przypisuje autorstwo Iliady i Odysei, jest postacią otoczoną legendami. Już Grecy okresu klasycznego i hellenistycznego nie mieli o nim pewnych wiadomości – istniało wiele poglądów, co do miejsca jego narodzin i życia, przy czym najczęściej wymieniano – zgodnie ze sławnym dystychem Antypatra z Sydonu – Itakę, Smyrnę, Pylos, Argos, Kolofon, Ateny i Chios. Miejsc tych Grecy doszukiwali się prawdopodobnie na podstawie tego, że w wielu z tych miejscowości działały szkoły lub jakiegoś rodzaju zrzeszenia rapsodów, nazywających się „homerydami”, potomkami Homera; przemierzali oni Grecję recytując jego poematy. Najczęściej jako miejsce urodzenia Homera wymienia się miasta jońskie, zwłaszcza Chios i Smyrnę. Na jońskość Homera wskazuje fakt, że eposy homeryckie pisane są rodzajem dialektu jońskiego oraz to, że Jonia w okresie archaicznym znacznie wyprzedzała pod względem rozwoju gospodarczego i kulturowego pozostałe regiony Grecji.
Niezależnie od historyczności samego Homera, przypisywane mu utwory są dziełem aojdów, wędrownych śpiewaków w rodzaju takich bohaterów homerowych jak Femios czy Demodokos. Imię Homera może być imieniem znaczącym (jak zazwyczaj imiona greckie, nie może to więc być silny argument przeciw jego historyczności) – utworzonym od przyrostka hom („razem”) i czasownika aro, ararisko; w całości oznacza więc ono składacza wierszy.
Od XVIII wieku samo istnienie Homera podawano w wątpliwość. Sami starożytni początkowo przypisywali mu autorstwo bardzo wielu innych niż Iliada i Odyseja eposów (tzw. eposów cyklicznych, np. Tebaidy), poematów heroikomicznych (Batrachomyomachia, Margites) i Hymnów homeryckich. O wspólnym autorze Iliady i Odysei świadczy przede wszystkim jednolicie wysoki poziom artystyczny utworów (zwłaszcza w porównaniu z zachowanymi tylko we fragmentach, ale powszechnie uważanymi za dalekie od doskonałości Odysei i Iliady eposami cyklicznymi), jednolitość językowa i wersyfikacyjna obu dzieł, jednolitość przedstawionej kultury. Różnice treściowe między epopejami świadczące o różności autorów dotyczą przede wszystkim ujęcia znaczenia snów i wróżbiarstwa oraz stosunku do bogów, zwłaszcza Zeusa i Przeznaczenia. Bardzo odmienny jest też nastrój poematów: nie można jednak uważać tego za argument przeciw jedności autorstwa Iliady i Odysei, różnice te spowodowane są bowiem przede wszystkim odmiennością ich tematyki. W starożytności istniał pogląd, że różnica nastroju poematów pochodzi stąd, że Iliadę Homer stworzył w młodości, Odyseję na starość.
Od czasów Herodota zaczęło utrwalać się przekonanie, że Homer jest autorem jedynie Iliady i Odysei. Filolodzy aleksandryjscy napisali wiele studiów o Homerze – powstał wśród nich pogląd, że Iliadę i Odyseję napisały dwie różne osoby. Głoszących ten pogląd nazywano chorizontes – rozdzielającymi. Opierano się przy tym na wykazywaniu różnych niespójności w dziele Homera – jako jego surowy krytyk zasłynął już wcześniej Zoilos.
Jako jeden z pierwszych, w czasach nowożytnych, kwestię Homera podjął Giambattista Vico. Nowy okres w badaniach nad Homerem otworzyła praca Conjectures académiques François Hédelina (1664, wyd. bezimiennie dopiero w 1715). Już dla Vica kluczowe znaczenie miał związek Homera z literaturą ludową: jego „odkrycie prawdziwego Homera” oznacza doszukiwanie się rzeczywistych źródeł dzieła literackiego nie w konkretnej osobie, ale w całej rzeczywistości historycznej danej epoki; Iliada jest więc tu przede wszystkim zbiorowym dziełem Greków, owocem określonego etapu ich historii. Vico był jednak autorem słabo znanym w swoich czasach, wiarą w historyczność Homera zachwiała przede wszystkim preromantyczna recepcja literatury ludowej w oświeceniowej Anglii. Już w 1723 ukazał się tam zbiór ballad staroangielskich, w których wydawca wyraża pogląd, że podobnego rodzaju utwory układał wędrowny śpiewak Homer, a dopiero później złączono je w obie epopeje. Podobnego rodzaju uwagi zawiera bardziej znany zbiór ballad Thomasa Percy’ego Reliques of ancient English poetry (1765): Percy żałuje, że nie znalazł się angielski Homer, który z rozproszonych ballad stworzyłby wielkie dzieło epickie. Przełomem w kulturze oświeceniowej Anglii były Pieśni Osjana Jamesa Macphersona (1765) – ukazały się one jako rzekomy przekład pieśni celtyckich (dopiero później wykazano, że są one z całą pewnością nieautentyczne). Osjan stał się postacią powszechnie znaną w Anglii i całej preromantycznej Europie, a na jego podobieństwo zaczęto wyobrażać sobie Homera. Przedstawiano go sobie odtąd jako poetę pierwotnego, naturalnego, ludowego. Uczynił tak John Brown w dziele History of the rise and progress of poetry (1764), dochodząc do takich wniosków przez zastosowanie metody porównawczej: zestawiając Homera z dziełami poezji ludowej wielu kultur, w tym nawet irokeskiej. Robert Wood w Essay on the oryginal genius of Homer (1769) na podstawie analizy rzekomej działalności Osjana, który miał nie znać pisma, wywodził, że tak jak pieśni Osjana przez całe wieki pieśni Homera przekazywano ustnie, a zebrali i spisali je dopiero Solon i Pizystrat, tak jak Macpherson spisał pieśni celtyckie.
Friedrich August Wolf w dziele Prologomena ad Homerum wykazywał, że epopeje homerowe są tworem wielu poetów, zlepkiem przekazywanych ustnie pieśni, z których niektóre ułożono w artystycznej formie dzięki redakcji za Pizystrata w Iliadę i Odyseję.
Samo powstanie „kwestii homeryckiej” czy też „sporu o Homera” miało źródło w oświeceniowej niechęci do autorytetu i w jego ogólnym dążeniu do gruntownej rewizji dawnych twierdzeń, na dobre wybuchł on jednak dopiero w XIX wieku, kiedy stał się jednym z podstawowych zagadnień filologii klasycznej. Powstały wtedy dziesiątki teorii o pochodzeniu eposów homerowych, często deprecjonujących ich wartość artystyczną, postrzegających je jako prymitywne, przypadkowe zbitki archaicznych pieśni. Do najbardziej znanych należą Erweiterungstheorie (teoria rozszerzania) Gottfrieda Hermanna i Liedertheorie Karla Lachmanna. Według Lachmanna Iliada powstała z połączenia krótkich pieśni ludowych tworzonych ustnie, co ma tłumaczyć istniejące w niej sprzeczności wewnętrzne. Według Hermanna poematy Homera uzyskały obecną postać na skutek długotrwałego dodawania do dawniejszej krótkiej pieśni nowych epizodów.
Współczesna nauka stoi na stanowisku, że „kwestii homeryckiej” nie da się rozstrzygnąć ostatecznie ze względu na brak wystarczającej ilości źródeł. Jest jednak pewne, że – inaczej niż to głosili badacze XIX-wieczni – oba utwory posiadają wyjątkowo spójną i nawet symetryczną konstrukcję. Uczonych, którzy przypisują obu poematom homeryckim jedność, nazywa się unitarystami; tych, którzy im odmawiają jedności i widzą w nich kompilacje, pluralistami – unitaryści stanowią obecnie znaczną większość. Różnice nastroju między Iliadą a Odyseją oraz szeroka zgoda, że Iliada jest utworem starszym, od czasów Pseudo-Longinosa dały pole przypuszczeniom, że Iliada stanowi młodzieńcze dzieło Homera, zaś Odyseja pochodzi z okresu jego starości. Robert Graves przypuszczał, że Iliadę napisał mężczyzna, Odyseję kobieta. Panuje także zgoda, że jej źródłami muszą być ludowe podania i pieśni, przekazywane przez pieśniarzy (aojdów) i recytowane przez rapsodów. Mimo że poematy homeryckie są pierwszymi zachowanymi greckimi tekstami literackimi, nie wydaje się, by rzeczywiście były najstarszymi – uczeni są zgodni, że ze względu na ich artystyczną kunsztowność musiały je poprzedzać długie lata rozwoju literatury niepisanej. Także sami Grecy nie widzieli w Homerze pierwszego poety – w mitach przechowały się informacje o poetach wcześniejszych, z których najbardziej znanym jest Orfeusz. Nie zachowały się natomiast żadne teksty literackie kultury mykeńskiej – tabliczki zapisane po grecku pismem linearnym to niemal wyłącznie rachunki gospodarcze.
Iliada powstała jako tekst niepisany. Od dawna dziwiło, jak można tworzyć i zachowywać jedynie w pamięci tak długi utwór. Dlatego też duże uznanie zdobyły XX-wieczne badania nad literaturą oralną – według badań Milmana Parry’ego i Alfreda Lorda w wielu tradycjach literatury oralnej śpiewak przedstawiający utwór literacki nie ma w pamięci gotowej formy utworu, ale za każdym razem odtwarza go inaczej, korzystając z szeregu gotowych formuł. Tłumaczy to typowe cechy formalne Iliady i Odysei, zwłaszcza retardacje, rozbudowane porównania i stałe epitety – są one, obok fragmentów wyuczonych na pamięć „klockami”, z których śpiewak buduje epopeję w czasie śpiewania lub które dają mu czas na budowanie narracji w czasie występu. Zarazem badana przez Parry’ego i Lorda epika ludowa odznacza się znaczną niezmiennością wielu podstawowych elementów nawet w ciągu wielu pokoleń.

## Tło historyczne
Jako najstarszy i zarazem bardzo obszerny grecki dokument pisany Iliada jest jednym z najważniejszych źródeł dla historii i okresu przedarchaicznego i wczesnego okresu archaicznego w dziejach starożytnej Grecji, a także okresów wcześniejszych. Zawarte w niej mity zawierają reminiscencje wydarzeń historycznych, a przedstawione przez nią szczegółowe opisy życia Achajów i Trojańczyków stanowią materiał do rekonstrukcji życia w Grecji homerowej i przedhomerowej.
Najstarsza cywilizacja Grecji, kultura egejska z centrum na Krecie, zachowała się w pamięci Greków tylko jako niejasne mity koncentrujące się wokół osoby króla Minosa. Ludy cywilizacji egejskiej nie posługiwały się językiem greckim. Około XVI wieku p.n.e. tereny późniejszej Grecji, a następnie sama Kreta, padły łupem pierwszych plemion greckich, z których największe znaczenie mieli Achajowie i Jonowie. Ludy te wykorzystując osiągnięcia cywilizacji egejskiej zbudowały nową, pierwszą grecką cywilizację – kulturę mykeńską. Także ona zachowała się w pamięci Greków niemal wyłącznie w mitach – w czasach cywilizacji mykeńskiej można umieścić wszystkie najważniejsze greckie mity bohaterskie, rozgrywa się w nich także akcja Iliady.
W odróżnieniu od w dużej mierze pokojowej cywilizacji minojskiej, cywilizacja mykeńska miała charakter militarny. Silna była w niej pozycja społeczna mężczyzny-wojownika. Typowe budowle są w pewnej mierze wzorowane na kreteńskich pałacach, w odróżnieniu od nich stanowią jednak potężne fortyfikacje. Wyprawy wojenne i łupieskie należały do głównych zajęć społeczeństwa mykeńskiego. Forma państwowa to liczne, drobne królestwa, z obecnymi przy tym silnie formami demokracji plemiennej. Do najważniejszych królestw należały Mykeny, Orchomenos i Tiryns – Ateny nie miały jeszcze większego znaczenia, a liczne o nich wzmianki w Iliadzie są prawdopodobnie wstawkami późniejszymi. Królami są najważniejsze postacie eposu: najpotężniejszy Agamemnon, jego brat Menelaos, władca Myrmidonów Achilles czy król niewielkiej Itaki Odyseusz. Do XIX wieku kulturę mykeńską uważano za późniejszy wymysł – ten stan rzeczy zmieniły przede wszystkim badania archeologiczne Heinricha Schliemanna, który głęboko wierzył w prawdziwość wiadomości przekazanych przez Homera. Choć wiele informacji o kulturze mykeńskiej zawartych w Iliadzie dzięki odkryciom archeologicznym okazało się prawdą, nie są jednak prawdą same przedstawione w niej wydarzenia. Odczytanie przez Michaela Ventrisa i Johna Chadwicka używanego przez Mykeńczyków pisma lineranego B nie pozwoliło przypisać historyczności bohaterom Iliady i ich czynom.
W czasach, w których można lokować akcję Iliady, kultura mykeńska chyli się już ku upadkowi. Świadczą o tym także mity, które o wiele większą potęgę niż bohaterom spod Troi przypisują wcześniejszym pokoleniom herosów: Heraklesowi, argonautom, Tezeuszowi. W samej Iliadzie znajduje to wyraz w wypowiedziach pamiętającego czasy Heraklesa Nestora. Upadek rzeczywistej Troi nastąpił w XII wieku p.n.e., co zgadza się z obliczoną na podstawie Iliady i innych mitów przez starożytnych filologów datą 1183/1184 p.n.e. Wkrótce jednak cywilizacja mykeńska upadła – niedługo po upadku Troi, w XII/XI wieku p.n.e. Zniszczyło je przybyłe prawdopodobnie z Bałkanów inne plemię greckie – Dorowie. W odróżnieniu od używających brązu Achajów znali oni żelazo. Zajęli większość Peloponezu, Kretę i wiele wysp greckich. Jonowie, do których być może należał Homer, pozostali na kontynencie greckim jedynie w Attyce – większość emigrowała, tworząc kolonie w Azji Mniejszej, z których najważniejszą był Milet. Dawne plemiona achajskie przetrwały w rejonach oddalonych i zacofanych – w Arkadii i na Cyprze, a także w Beocji i Tesalii, gdzie jednak nie stanowiły warstw rządzących.
Iliada opowiada nie tylko o ludach greckich, ale także o niegreckich Trojańczykach, mieszkańcach warownej osady Troja w Troadzie położonej na północno-zachodnim krańcu Azji Mniejszej, wzdłuż cieśniny Dardanele. Troada jest też miejscem, gdzie toczy się akcja utworu i trwająca dziesięć lat wojna trojańska. Położenie Troi jest wyróżnione z punktu widzenia handlu i celów strategicznych, dlatego też Troada stawała się często ofiarą najazdów. Miasto opisywane w Iliadzie lokalizuje się jako eksplorowane po raz pierwszy przez Heinricha Schliemanna stanowisko archeologiczne na wzgórzu Hissarlik w widłach rzek Skamander i Simois. Odkryto tam kilka warstw osadniczych – nie ustalono, która z nich jest Troją homerową, najczęściej wskazywano na warstwę siódmą lub szóstą. O pochodzeniu mieszkańców Troi nie wiadomo nic pewnego – mity łączą ich z Dardanami, Teukrami i Frygami.
Po upadku kultury mykeńskiej rozpoczął się kilkuwiekowy okres nazwany „ciemnymi wiekami Grecji”. Pod koniec tego okresu powstały poematy homeryckie. W Iliadzie i Odysei mieszają się odziedziczone po dawnych pokoleniach informacje o czasach sprzed najazdu Dorów z przedstawieniem realiów czasów współczesnych ich twórcy. Szczególnie charakterystyczne są tutaj występujące w Iliadzie wzmianki o żelazie, które w czasie zdobywania Troi z pewnością nie było znane Achajom. Świat społeczny Iliady przejawia zarazem cechy kultury mykeńskiej i współczesnej Homerowi arystokracji jońskiej. Widoczne jest to w wyraźnym w Iliadzie silnym napięciu między królami a arystokracją, co jest świadectwem zachodzącego w czasach Homera zmierzchu monarchii. Także wiele scen rodzajowych to sceny z życia codziennego Greków VIII wieku p.n.e.

## Forma i wymowa utworu

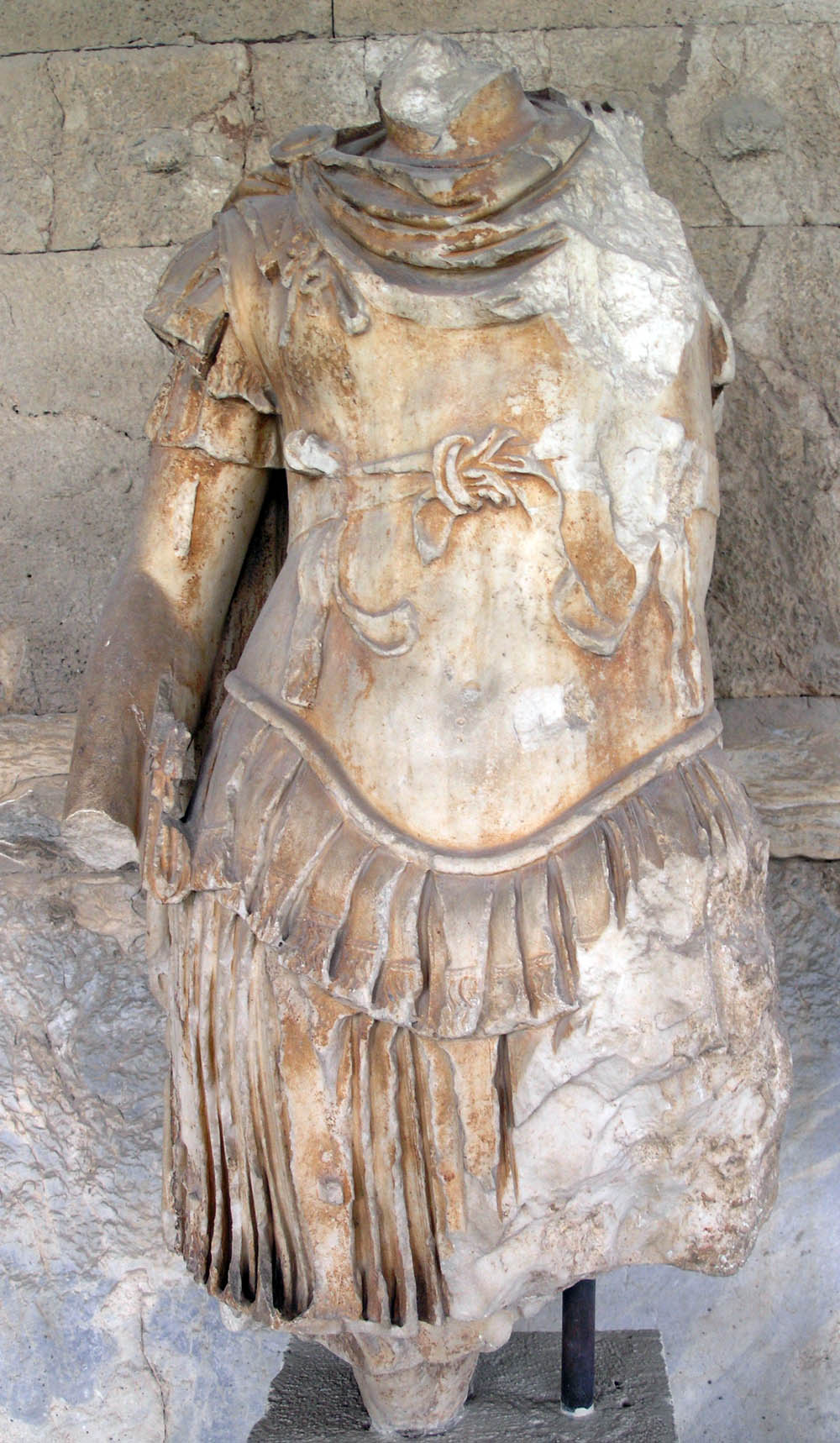
Personifikacja Iliady, ok. II wieku n.e.

Dzieło obejmuje 15 537 wierszy. W III wieku p.n.e. filolodzy aleksandryjscy podzielili poemat na dwadzieścia cztery księgi – podział ten nie stanowi właściwego składnika kompozycyjnego. Kompozycja utworu jest zwarta – cała akcja podporządkowana jest ściśle przewodniemu motywowi, którym jest gniew Achillesa. Homer nie opisuje całej wojny trojańskiej, ale wybiera tylko jeden jej wątek, potrafiąc dzięki temu dać bardziej sugestywny obraz wydarzeń, niż można by to uczynić posługując się rozwlekłą, szczegółową narracją. Wiele szczegółów dotyczących wojny znajduje się w Odysei. Iliada przejawia wszelkie cechy eposu bohaterskiego, jest też wzorem dla tego gatunku w literaturach europejskich, zwłaszcza nowożytnych. Charakterystyczny styl eposu homeryckiego w znacznej mierze kształtuje specyfika użytych środków stylistycznych, zwłaszcza porównań i epitetów.
Symetrię budowy widać na przykład w tym, że pierwsza księga, w której Achilles zostaje ogarnięty gniewem i żądzą zemsty, odpowiada księdze ostatniej, w której wyzwala się z gniewu. Sceny batalistyczne i pokojowe równomiernie się przeplatają, widoczny jest namysł w ich budowie i rozmieszczeniu. Same sceny batalistyczne także przeważnie posiadają symetryczną konstrukcję: każda rozpoczyna się rankiem, a kończy z zapadnięciem nocy. Porównania rozmieszczone są zaś tak, by wyodrębniać i podkreślać poszczególne fazy walki.
Fabuła ma charakter epizodyczny – da się wyodrębnić wyraźne, autonomiczne epizody, co można traktować jako dowód oparcia utworu o samodzielne pieśni epickie. Epizody te są jednak starannie i kunsztownie przeplatane. W eposie homeryckim strukturę cechuje tzw. paralelizm fabularny – stałe przenikanie się i korespondencja dwóch płaszczyzn fabularnych, świata ludzi i świata bogów. Wydarzenia zachodzące w świecie bogów warunkują wydarzenia w świecie ludzi i odwrotnie – przeplatające się wydarzenia z obu światów wzajemnie się więc powielają. Bohaterowie świata ziemskiego związani są z bogami przez więzy rodzinne, a decyzje i nagłe interwencje bogów, bez których ingerencji nie odbywa się żadne ważniejsze zdarzenie, są jednym z głównych motywów ich działań.
Jednolitość widoczna jest w budowie postaci – każda ma określony, wyraźny charakter. Charakter ten pozostaje w wyraźnym związku z uwarunkowaniami społecznymi i obyczajowością, działania bohaterów podlegają zaś ocenie moralnej, niejednokrotnie wyrażanej wprost przez narratora. Mimo że główne wydarzenia warunkowane są przez boskie interwencje, każda postać ma indywidualny, wyraźnie zarysowany charakter – może też przeciwstawiać się woli boskiej, co jako hybris (pycha) przeważnie sprowadza na nią klęskę. Także bogowie są zindywidualizowani. Ich motywacje nie różnią się od ludzkich, rządzą nimi ludzkie ambicje i namiętności. Co więcej, świat bogów stanowi jedno z najważniejszych źródeł obecnego w Iliadzie a obcego poetyce epiki klasycystycznej komizmu.
Narracja jest powolna i rozlewna. Narrator jest wszechwiedzący, a przedstawiane wydarzenia relacjonuje obiektywnie. Szczególnie wyraziście ujawnia się w inwokacji oraz w zdarzających się bezpośrednich zwrotach do publiczności, czasem zapowiadających dalszy bieg akcji, czasem też przypominających wydarzenia przeszłe. Pozwala to na znaczne skróty w budowaniu fabuły, na unikanie suchej i nużącej relacji ze wszystkich faktów związanych z przedstawianymi wydarzeniami. Swoich myśli narrator nie wyraża zwięźle – sentencje, przysłowia i błyskotliwe gnomy zdarzają się wprawdzie, ale dość rzadko.
Charakterystyczne dla stylu utworu jest użycie powtarzających się w tekście wielokrotnie formuł złożonych oznaczających początek lub koniec wypowiedzi wymienianej osoby, która określana jest stałym epitetem – np. „rzekł o szybkich nogach Achilles”, „odpowiedział Dzeus, co obłoki gromadzi”, „odpowiedział potężny wódz Agamemnon”. Podobne formuły występują zresztą nie tylko w celu zaznaczenia początku lub końca przemowy, ale też dla opisu pewnych stałych i typowych sytuacji – posiłków, ofiar, uczt, rozpoczęcia i zakończenia walki czy zjawisk przyrodniczych. Według badań Parry’ego i Lorda użycie takich stałych formuł wynika z faktu, że śpiewak przy tworzeniu utworu dysponuje już gotowym materiałem słownym.
Charakterystyczny styl poematów homeryckich budują także szczególnie rozbudowane porównania, „porównanie homeryckie”. Jest ich w Iliadzie ponad 200. Stanowią one bardzo rozbudowane obrazy, w których sam moment porównania zaznaczony jest krótko, natomiast jego drugi człon szczegółowo i barwnie rozwija zarysowaną ideę, niekiedy przybierając postać samodzielnego epizodu. Porównanie homeryckie niejednokrotnie przedstawia ono zachowania ludzi lub – rzadziej – czynności przedmiotów, w zestawieniu z zachowaniami zwierząt lub zjawiskami przyrodniczymi. Widać to np. we fragmencie:

A lud się gromadził
niby rozliczne, skłębione złocistych pszczół gęste roje,
co z wydrążonej pieczary skalistej bez przerwy wzlatują
i zawisają gronami na barwnych kwiatach wiosennych,
tłumnie bujając, te w jednej, a tamte znów w drugiej stronie –
tak od okrętów tłum liczny i od namiotów podążał
wzdłuż wysokiego wybrzeża, oddział za zbrojnym oddziałem,
śpiesząc na radę.
Przeł. Kazimiera Jeżewska

## Przegląd treści
Epos obejmuje okres około 49 dni z dziesiątego – ostatniego roku wojny trojańskiej.
Μῆνιν ἄειδε, θεὰ, Πηληϊάδεω Ἀχιλῆος – Ménin aéjde, theá, Peléiadeo Achiléos – Gniew, bogini, opiewaj Achilla, syna Peleusa...
Tak rozpoczyna się Iliada, której głównym motywem, zapowiedzianym w inwokacji, jest opowieść o tym, jak największy grecki wojownik – Achilles (syn Tetydy i Peleusa, ojciec Neoptolemosa) – w gniewie porzuca walkę z Trojańczykami, po tym, jak Agamemnon (brat Menelaosa, mąż Klitajmestry, ojciec Ifigenii) odbiera mu brankę Bryzejdę.

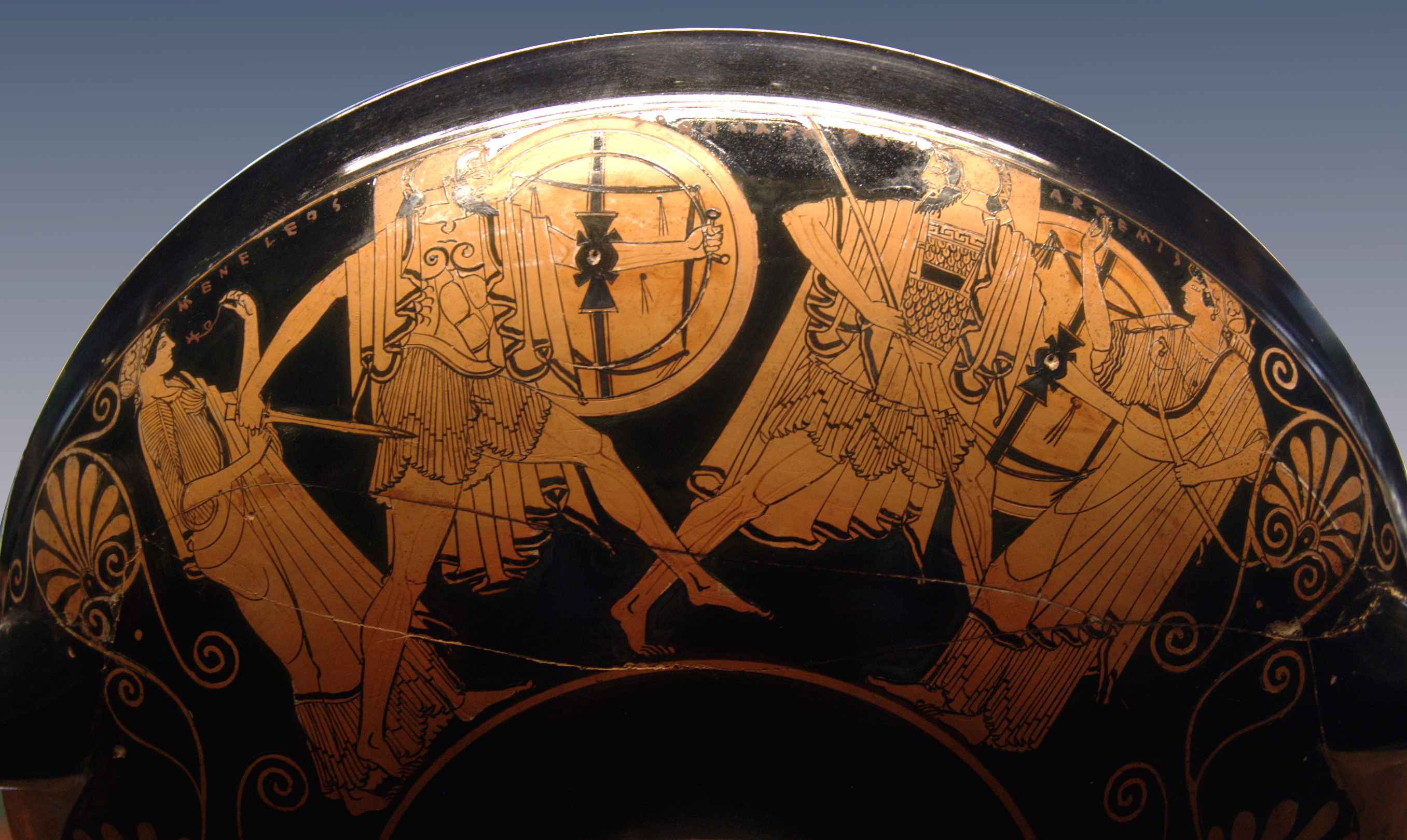
Pojedynek Menelaosa z Parysem. Kyliks czerwonofigurowy, ok. 490–480 p.n.e.

Rozgniewany Achilles prosi swoją matkę Tetydę, by ubłagała Zeusa, by ten pomógł Trojańczykom, a tym samym zaszkodził Achajom. Zeus zsyła Agamemnonowi sen mający go skłonić do szturmu na Troję. Jednak wódz chce to zrobić podstępem, udając wycofanie swoich wojsk. Dochodzi do bitwy, przerwanej, by mógł odbyć się pojedynek Menelaosa i Parysa: męża porwanej Heleny i tego, który ją porwał. W pojedynku zwyciężyłby Menelaos, gdyby nie interwencja bogini Afrodyty, ratującej Parysa i przenoszącej go do komnat Heleny.
Zawieszenie broni zrywa strzał z łuku raniący Menelaosa; łucznik został do tego czynu namówiony przez Atenę, która nie chce zakończenia wojny. Bitwa rozpoczyna się na nowo, męstwem odznacza się w niej Diomedes. Trojanie muszą przebłagać nieprzychylną im Atenę; Hektor udaje się do Troi, by prosić swoją matkę Hekabe i kobiety trojańskie o modły przed posągiem bogini. Spotyka swoją żonę Andromachę z synem Astyanaksem; następuje wzruszające pożegnanie bohatera z rodziną.

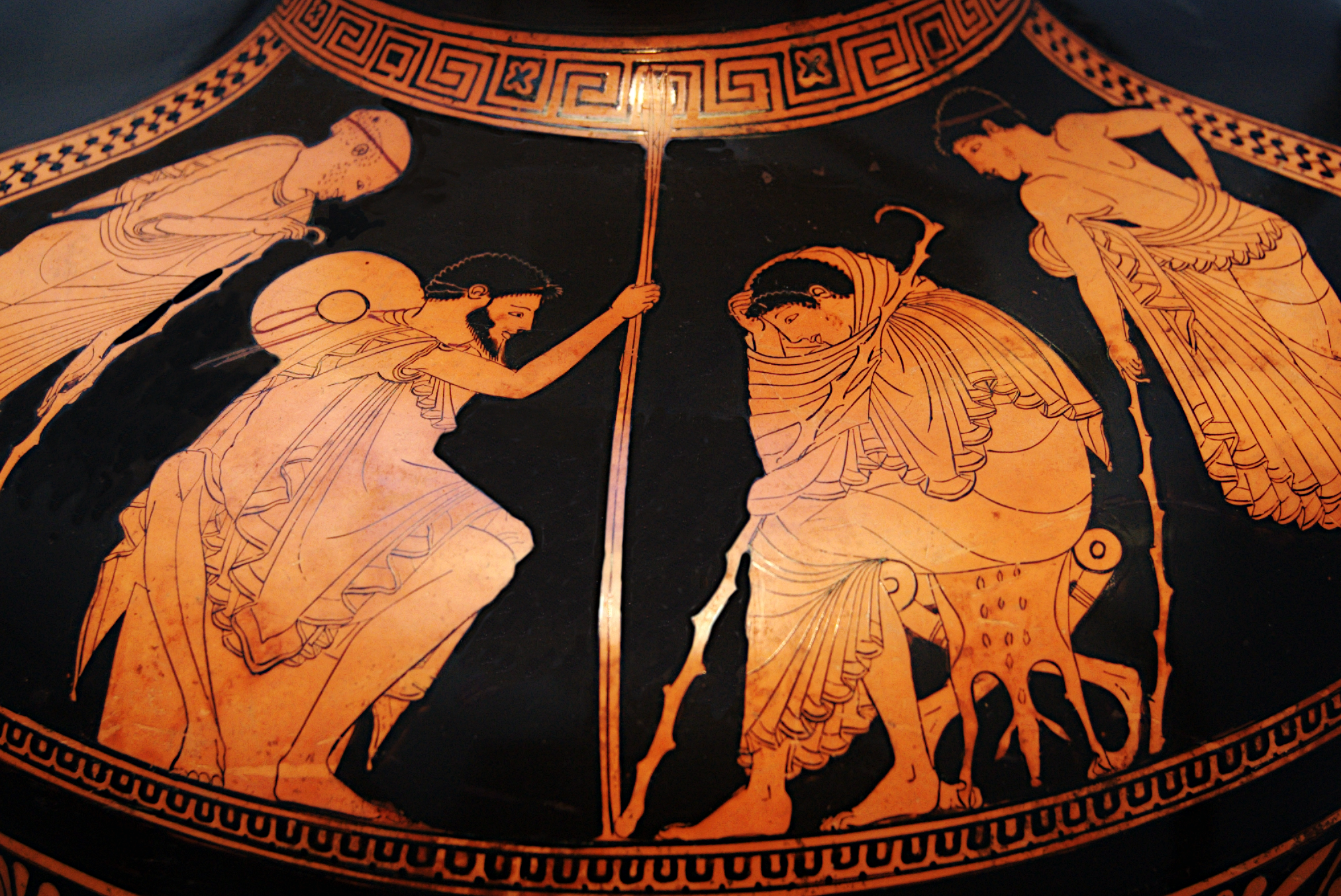
Achajowie proszą Achillesa o powrót w ich szeregi. Hydria czerwonofigurowa, ok. 480 p.n.e.

W słabnącej bitwie dochodzi do nierozstrzygniętego pojedynku między Hektorem i Ajasem. Następuje zawieszenie broni w celu pogrzebania poległych. Zeus zakazuje bogom brania udziału w bitwie. Gdy walki znów wybuchają, Trojanie zyskują przewagę, spychając Achajów aż do obozu przy okrętach; nie wracają na noc do miasta. Zaniepokojeni obrotem spraw Achajowie proszą Achillesa o powrót w ich szeregi, ten jednak odmawia. Greckim zwiadowcom, Odyseuszowi i Diomedesowi, udaje się zaskoczyć we śnie i zabić sojuszników Trojan, Rezosa i jego drużynę.
Wznowioną świtem bitwę początkowo znaczą sukcesy Achajów, jednak raniony Agamemnon musi opuścić jej pole; innym rannym pomaga Nestor. Widzący to Achilles wysyła po wieści swego przyjaciela Patroklosa, a ten dowiaduje się o grozie położenia: walki toczą się już przy samych okrętach. W krytycznej sytuacji sprzyjająca Grekom Hera usypia Zeusa, jednak obudzony bóg przywraca przewagę Trojańczykom – Hektor już staje na greckim okręcie i woła o pochodnię, by przez podpalenie statków odciąć Achajom możliwość powrotu do ojczyzny.
Tymczasem Patroklos uprasza u Achillesa pożyczenie jego zbroi i wyrusza na pomoc Grekom. Mimo obietnicy, że poprzestanie na wyparciu Trojan z obozu, upojony szeregiem zwycięstw Patroklos dociera aż do murów Troi i ginie z ręki Hektora.
Achilles wraca do walki; chcąc pomścić śmierć przyjaciela: dokonuje wielkich czynów, w końcu zabija też Hektora. Ojciec Hektora, król Troi, Priam przybywa do obozu Greków w przebraniu żebraka, aby wybłagać zwrot ciała syna. Wzruszony wspomnieniem swego starego ojca Achilles spełnia jego prośbę – tak kończy się gniew Achillesa. W mieście odbywa się pogrzeb Hektora; walki zostają wstrzymane na czas uroczystości.

## Odbiór i znaczenieIliady

### Świat grecki

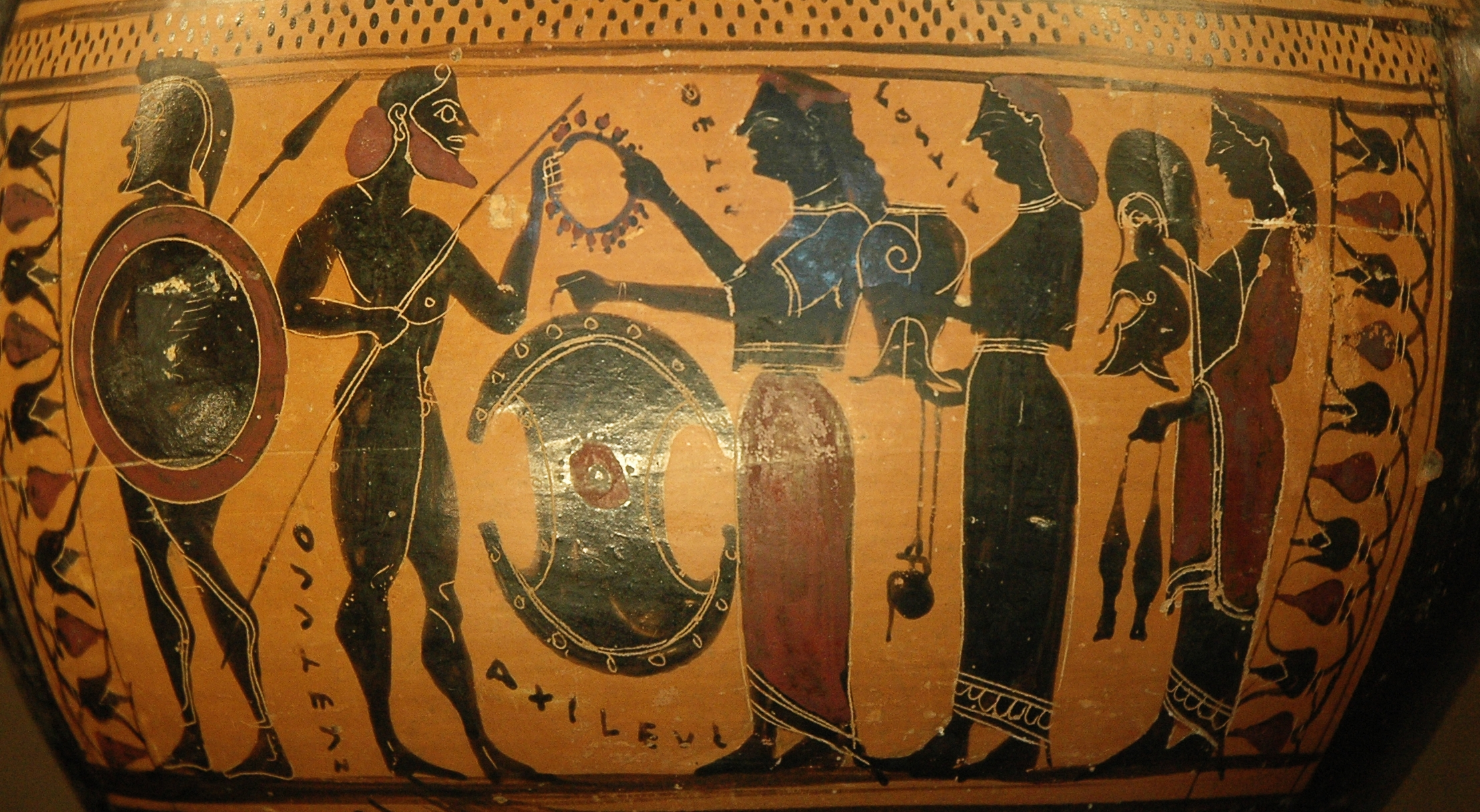
Tetyda przekazuje swojemu synowi Achillesowi tarczę i zbroję wykute przez Hefajstosa. Hydria czarnofigurowa, ok. 575–550 p.n.e.

W starożytnej Grecji rola poematów Homera była podstawowa dla całej kultury, a ich znaczenie niepodważalne (choć, zwłaszcza w późniejszym okresie, poddawane były z różnych względów krytyce). Znajomość Homera była wśród Greków powszechna i stanowiła podstawę wykształcenia. Była też czynnikiem jednoczącym rozproszony świat grecki. Treść poematów Homera wpłynęła także znacząco na usystematyzowanie religii greckiej, zwłaszcza wierzeń dotyczących bogów olimpijskich.
Homer był szkołą literatury greckiej, szczególnie poezji, wywarł też wpływ na prozę, począwszy od dzieł Herodota. Epika rozwijała historię wojny trojańskiej w tzw. cyklu epickim, opowiadającym o wydarzeniach poprzedzających Iliadę, dziejących się między Homerowymi eposami oraz równoległych z Odyseją i od nich późniejszych (do czasów współczesnych zachowały się jedynie streszczenia i krótkie urywki tych utworów). Także grecka liryka i dramat czerpały tematy z obu eposów jak okruchy Homerowych uczt, jak miał powiedzieć Ajschylos. Wzorowanie na Homerze było widoczne także w formie; heksametr stał się wierszem eposu aż do końca greckiej (a później i łacińskiej) starożytności.
Od Homera zaczyna się też krytyka literacka oraz nauka o literaturze, zwana przez starożytnych gramatyką, a następnie filologią. Jej podstawą były badania uczonych skupionych wokół Biblioteki Aleksandryjskiej. Do najbardziej znaczących badaczy i komentatorów dzieł Homera należeli Zenodot z Efezu, Arystofanes z Bizancjum oraz Arystarch z Samotraki.
Bezpośrednim dowodem popularności Homera w starożytności są setki zachowanych papirusów z tekstami z obu eposów, głównie Iliady.

### Rzym

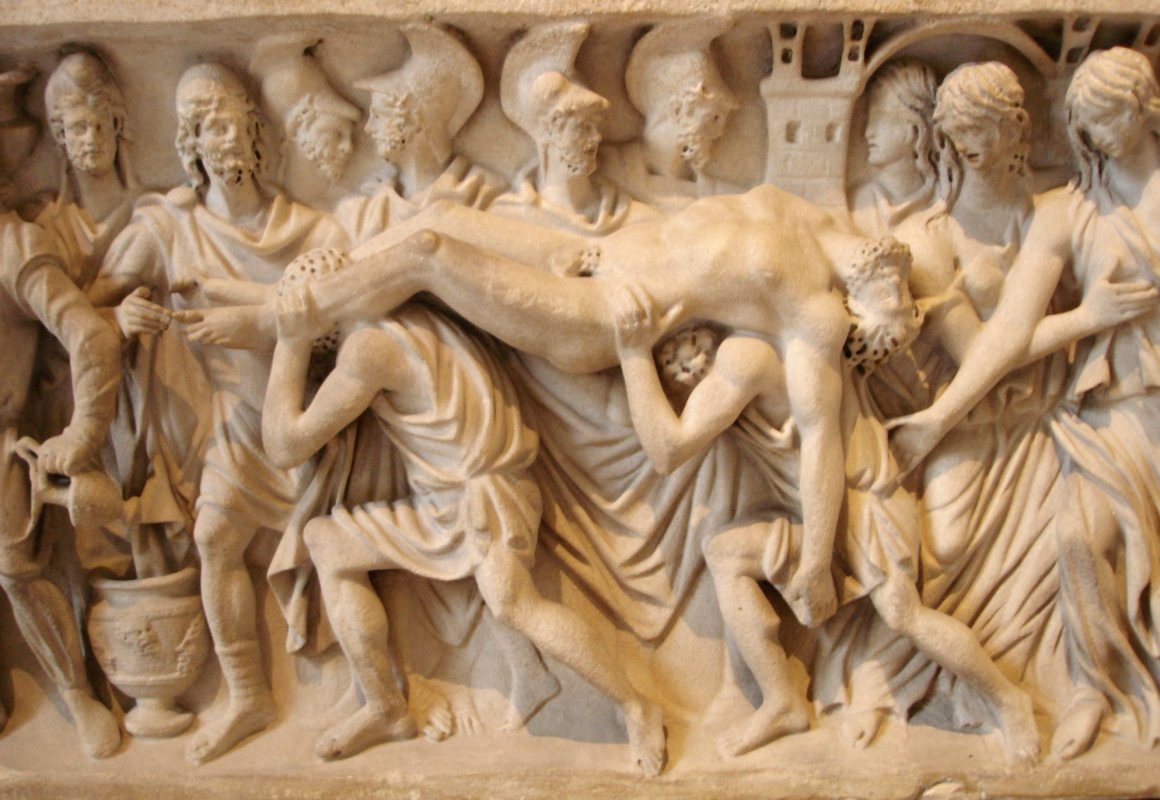
Ciało Hektora niesione do Troi, płaskorzeźba z rzymskiego sarkofagu, koniec II wieku n.e.

Dzieła Homera wywarły wielki wpływ także na literaturę i kulturę starożytnego Rzymu. Pierwszym dziełem epickim literatury rzymskiej jest przekład Odysei autorstwa Liwiusza Andronikusa, z pochodzenia Greka (połowa III wieku p.n.e.) – jest to też pierwsze znane tłumaczenie utworu poetyckiego w całej literaturze europejskiej. Odusia była napisana wierszem saturnijskim, w późniejszej epice rzymskiej wypartym przez heksametr daktyliczny.
Istniały także łacińskie tłumaczenia Iliady, o niewielkiej wartości poetyckiej, lecz wykształceni Rzymianie czytali Homera w oryginale. Był on natchnieniem epiki rzymskiej – Enniusz rozpoczyna swoje napisane heksametrem daktylicznym Roczniki (Annales) od sceny, w której poecie ukazuje się dusza Homera. Treścią Roczników są dzieje Rzymu, wywodzone od Trojańczyka Eneasza. Kontynuuje ten temat Wergiliusz w Eneidzie, utrwalając w tej epopei pochodzenie Rzymian z Troi. Uznana za rzymski epos narodowy Eneida jest po części rzymską Odyseją, opisującą wędrówkę Eneasza, po części Iliadą, traktującą o walkach w Italii. Tak więc Rzymianie uznali się za spadkobierców Troi.
W I wieku powstał wyciąg z Iliady, tzw. Homer łaciński (Homerus Latinus). W II lub III wieku ukazały się dwa teksty prozatorskie: przypisywany Diktysowi z Krety Dziennik wojny trojańskiej (Ephemeris belli Troiani), opowiadający historię od porwania Heleny po śmierć Odyseusza oraz przypisywana Daresowi Opowieść o upadku Troi (De excidio Troiae historia), relacjonująca wydarzenia od śmierci Laomedona do upadku miasta z punktu widzenia Trojańczyków. Te trzy utwory zastąpiły w zachodnim średniowieczu samą Iliadę i stały się na długi czas jedynym źródłem, z którego poznawano dzieła Homera.

### Średniowiecze
Wraz z upadkiem cesarstwa zachodniego przypieczętowany został podział Europy na część łacińską i grecką. Znajomość greki w Europie Zachodniej zanikła, a wraz z nią znajomość oryginalnych tekstów Homera. Historia wojny trojańskiej nadal jednak oddziaływała na kulturę poprzez przeróbki i przekłady, a przede wszystkim przez bardzo cenioną w średniowieczu Eneidę. Z Troi wywodzili swój ród Ostrogoci, Frankowie i Brytowie, a sympatia odbiorcy przesunęła się z niepohamowanego w czynach Achillesa na bliższego rycerskim ideałom obrońcę ojczyzny, Hektora.
W XII wieku pojawiło się znów wzmożone zainteresowanie tematyką wojny trojańskiej. Powstaje oparty na Homerze łacińskim oraz utworach Diktysa i Daresa Romans trojański (Le Roman de Troie, ok. 1160) autorstwa Benoît de Sainte-Maure’a. Liczący 30 000 wersów opowiada historię od wyprawy Argonautów do śmierci Ulissesa, dostosowaną do ówczesnych czytelniczych gustów przez wprowadzenie rycerskiego obyczaju i dwornej miłości. Na jego podstawie Guido delle Colonne napisał łacińską Opowieść o zniszczeniu Troi (Historia destructionis Troiae, 1287), popularniejszą od pierwowzoru i przetłumaczoną później na wiele języków. Inspiruje ona powstanie wielu innych utworów, nieraz już bardzo od Homera odległych. „Odzyskanie” przez kulturę zachodnią autentycznych eposów spowoduje kres tego rodzaju twórczości, choć utwory te będą istnieć nadal jako literatura popularna wśród mniej wykształconych warstw społecznych.

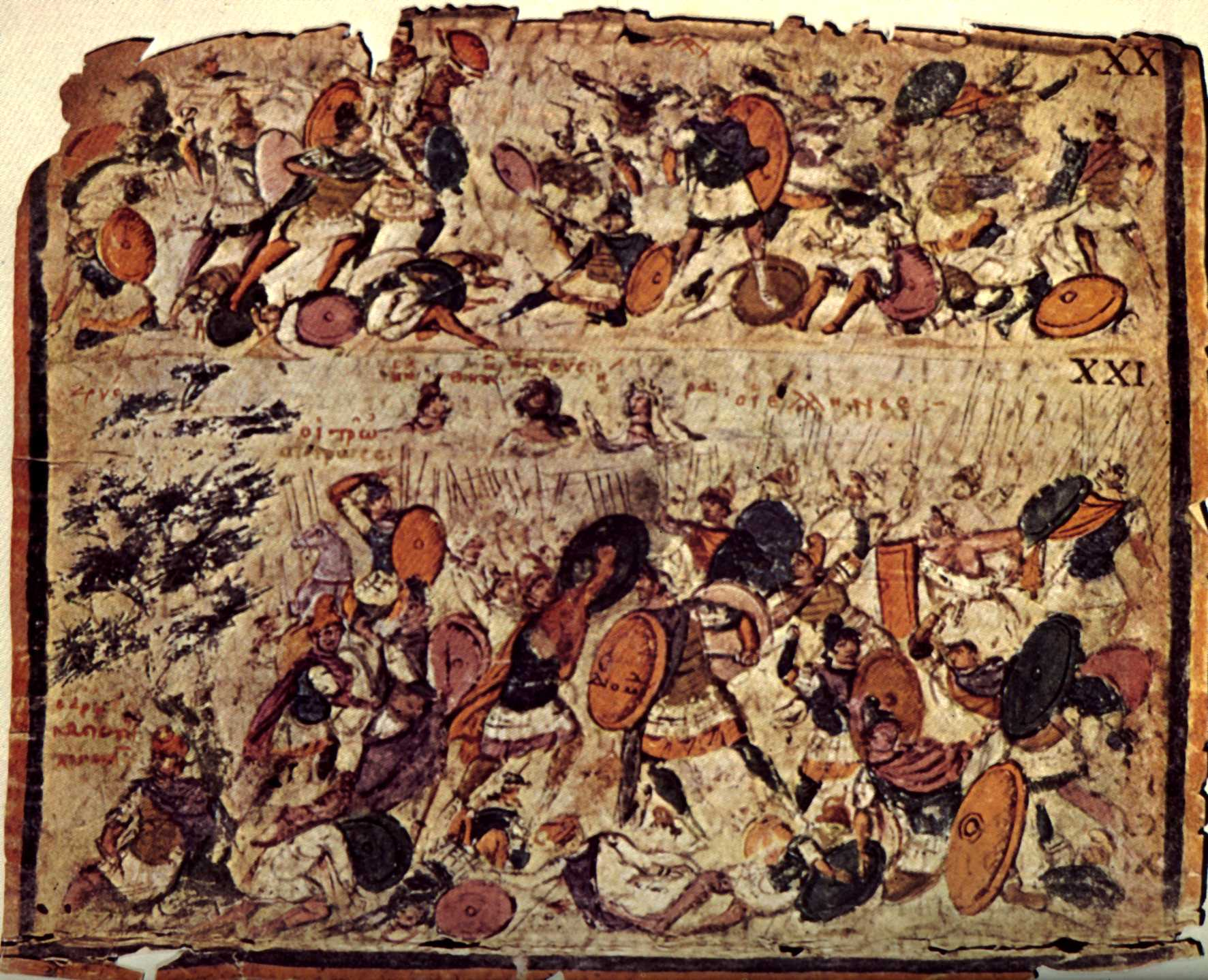
Iluminacja z bizantyjskiego manuskryptu Iliady z V wieku, przechowywanego w Bibliotece Ambrozjańskiej

Odmienna niż na zachodzie Europy sytuacja miała miejsce we wschodniej części cesarstwa, w Bizancjum. Homer miał tu nadal znaczącą pozycję w edukacji i w lekturze ludzi wykształconych, zarówno kleru, jak i kręgów dworskich (był np. czytany i cytowany przez Annę Komnenę). Uczeni bizantyjscy kontynuowali też pracę nad objaśnianiem obu poematów; autorem obszernych komentarzy, bazujących na źródłach starożytnych, był Eustathios, biskup Thessaloniki.
Powstały też próby interpretacji eposów na gruncie nauki chrześcijańskiej, mające wyjaśnić to, co ówczesny czytelnik mógłby uznać za niewłaściwe i podkreślić użyteczność twórczości Homera. Tego rodzaju pisma pozostawił Michael Psellos, a autor poematów dydaktycznych, Joannes Tzetzes, w Alegoriach Iliady i Alegoriach Odysei widział w bóstwach homeryskich pradawnych ludzi. Tzetzes stworzył też Wydarzenia przedhomerowe, homerowe, pohomerowe (Ta pro Homèru, la Homèru. ta meth Homèru), pisany heksametrem utwór obejmujący całość legend trojańskich. W pewnym stopniu wzorowana była na Homerze także oryginalna epika bizantyjska, m.in. epos Bazyli Digenis Akritas z X wieku. W schyłkowym Bizancjum pojawiły się nawet utwory łączące zachodni romans rycerski z tradycją homerową, m.in. przekład Le Roman de Troie czy opowieść Stary rycerz (Ho présbys hyppótes), której treść zaczerpnięto z podań Okrągłego Stołu, a formę z Iliady.

### Odrodzenie i czasy późniejsze
Bliższe kontakty miast włoskich z Bizancjum spowodowały wzrost zainteresowania Homerem. Proces ten rozpoczął się w połowie XIV wieku. Słabo znający grekę Petrarka pisał do osoby, która ofiarowała mu ok. 1354 roku manuskrypt Homera: „Twój Homer jest dla mnie niemy, ja dla niego głuchy. Cieszę się samym patrzeniem, często go obejmuję i wzdycham: wielki mężu, jakże chciwie bym cię słuchał!”. Ostatecznie Petrarka poznał treść Iliady i Odysei z prozatorskiego przekładu na łacinę, sporządzonego dla Boccaccia. W większej liczbie greckie rękopisy zaczęły napływać do Włoch od połowy XV wieku, stając się obiektem wielkiego zainteresowania uczonych. Zaczęto domagać się też przekładów eposów na łacinę. Jedną z pierwszych bardziej udanych, choć niekompletnych prób był przekład prozą 16 ksiąg Iliady autorstwa Lorenza Valli (1442-1444), uzupełniony przez Francesca Aretina w roku 1460 (Aretino przetłumaczył też całą Odyseję) oraz heksametryczny ksiąg II-V pióra Angela Poliziana (ok. 1472). Łacina była językiem warstw wykształconych całej zachodniej Europy, mogli więc czytelnicy zapoznać się z treścią autentycznych poematów Homera. Pierwsze drukowane wydanie eposów w oryginale nastąpiło w roku 1488 we Florencji.
W XVI wieku zaczynają pojawiać się tłumaczenia Iliady na języki narodowe – przy czym długo są to utwory dość swobodne pod względem wierności przekładu, nieraz jednak będące wybitnymi dziełami własnej literatury. Pierwsze ukazało się tłumaczenie hiszpańskie (jeszcze w połowie XV wieku), potem prozatorskie francuskie (1530). Francuski przekład wierszem ukazał się w 1545 roku, ale obejmował tylko 10 pierwszych ksiąg (uzupełniony został w 1577 roku). Był on podstawą do wydania angielskiego z roku 1581. Angielski pełny przekład Iliady, będący pierwszym poetyckim tłumaczeniem całości eposu na język nowożytny, ukazał się w latach 1598–1611 i był dziełem George’a Chapmana. W tym czasie ukazał się też wierszowany przekład niemiecki (jednak na „klasyczne” tłumaczenie Iliady, pióra Johanna Heinricha Vossa, czekali Niemcy aż do roku 1793). Pierwszego polskiego tłumaczenia fragmentu eposu dokonał Jan Kochanowski ok. 1577 roku.
Mimo już dość dobrej w warstwach wykształconych znajomości Homera, poznawany był on przede wszystkim w przekładach, także licznych i często wznawianych łacińskich, a czytelnik epoki odrodzenia formował swój gust literacki przede wszystkim na literaturze rzymskiej. Wzorem epopei pozostawała wciąż Eneida – Julius Caesar Scaliger, autor renesansowej Poetyki (1561) stawiał Wergiliusza ponad „prymitywnym” Homerem.
Ten osąd, przeniesiony już na grunt literatury nowożytnej, nasilił się z końcem XVII wieku, w trakcie „sporu starożytnych z nowoczesnymi” (Querelle des Anciens et des Modernes). Przedstawiciele „nowoczesnych”, którym przewodził Charles Perrault, krytykowali twórców starożytnych, wynosząc ponad nich dzieła swojej epoki, obecnie już nieraz całkowicie zapomniane. Szczególnym celem ataków stał się Homer: ganiono ordynarnych i głupich bohaterów, wadliwą budowę poematów i nielogiczne porównania, a nade wszystko wulgaryzm poezji, w której pojawia się bydło, łajno i gnojówka, a bohater jest przyrównywany do osła. Krytyka ta, nie napotkawszy początkowo we Francji większego oporu, przeniosła się także do Anglii, gdzie spotkała się ze znaczącymi kontrargumentami znawców literatury starożytnej z ośrodków uniwersyteckich. Wkrótce odpowiedź dała także francuska uczona Anne Dacier we wstępie do swojego przekładu Iliady (1699), a potem w pracy O przyczynach zepsucia smaku literackiego (Des causes de la corruption de goŭt, 1714), kwestionującej gust literacki i artystyczny baroku. Drugim klasycystycznym tłumaczeniem był przekład angielski autorstwa Alexandra Pope’a (1715-1720).
W XVIII wieku narodziła się też nowożytna „kwestia homerowa”, a spory i dyskusje nad autorstwem i pierwotnym kształtem poematów nie ograniczały się wyłącznie do kręgów filologicznych, powodując rosnące zainteresowanie oboma utworami. Thomas Blackwell (1735) oraz Robert Wood wydali obszerne studia o Homerze; Wood, w opublikowanym w 1769 roku Essay of the Original Genius and Writing of Homer dowodził, że Homer nie znał pisma, a jego utwory dłuższy czas przekazywane były ustnie. Te i inne poglądy rozwinął i uporządkował Friedrich August Wolf w Prologomena ad Homerum (1795), twierdząc, że zrąb eposów powstał w X wieku p.n.e., natomiast ich obecny kształt jest efektem trwających cztery wieki, aż do ich pierwszego spisania, zmian i deformacji. Praca Wolfa stała się początkiem zagorzałej dyskusji specjalistów, owocującej nie tylko rozwojem filologii klasycznej, ale i badań literackich w ogóle.
Nowe spojrzenie na eposy jako na zbiór tradycji ustnej przyczyniło się do głoszonego w romantyzmie poglądu o Iliadzie i Odysei jako twórczości ludowej. Choć to przekonanie romantyków w świetle późniejszych badań zostało uznane za zbyt daleko idące, pozwoliło zerwać z dotychczasowymi normami estetycznymi i inaczej spojrzeć na poetykę eposów. W wieku XIX Homer zaczął stawać się obowiązkowym elementem wykształcenia, obecnym w szkołach wszystkich krajów związanych z kulturą europejską. Od czasów romantyzmu coraz częstsze są literackie i kulturalne echa poezji Homera, niejednokrotnie zaczerpnięte z niej motywy czy imiona bohaterów mają wymiar symbolu.
Współcześnie, mimo mnogości kulturowych nawiązań do bohaterów i zdarzeń wojny trojańskiej, pisarze i poeci częściej niż Iliadą inspirują się symbolem wędrówki, poszukiwań i powrotu z Odysei. W okresie najnowszym Iliada jest obecna w literaturze fantastycznej, chętniej niż literatura głównego nurtu sięgającej do formy eposu – bezpośrednio nawiązują do niej takie utwory jak Troja Davida Gemmella czy Ilion Dana Simmonsa. Wojna trojańska jest też tematem filmów (swobodną ekranizacją Iliady jest Troja) czy komiksów. Bohaterowie i sceny z Iliady są też, od czasów starożytnych, przedmiotem licznych wyobrażeń plastycznych.

## Iliadaw Polsce
W Polsce średniowiecznej, podobnie jak w całym kręgu europejskiej kultury zachodniej, Iliada była znana w łacińskich przekładach i przeróbkach. W początku wieku XVI (1504) pojawił się Homer w spisie wykładów Akademii Krakowskiej, w 1527 roku po raz pierwszy wymieniona jest w nim Iliada. W 1563 roku została wydana w Krakowie Historia barzo piękna, ucieszna, u każdemu stanu iście pożyteczna... O zburzeniu a zniszczeniu onego sławnego a znamienitego miastha y państwa trojańskiego – polska wersja romansu rycerskiego Le Roman de Troie.
Pierwszym polskim przekładem Iliady, obejmującym część III księgi, jest pisana trzynastozgłoskowcem Monomachija Parysowa z Menelausem Jana Kochanowskiego (ok. 1577). Nawiązania od Iliady są obecne także w Odprawie posłów greckich. W roku 1598 we Lwowie ukazał się wzorowany na Iliadzie, liczący półtora tysiąca wersów utwór Krzysztofa Wolthazego Hipothezis Illiadi Xiąg Homerowich.
W wiekach XVII i XVIII w polskich szkołach dominowała łacina, a za mistrza epopei uważany był Wergiliusz. Polski czytelnik poznawał Iliadę poprzez przekłady wpierw łacińskie, a potem francuskie, rzadziej włoskie. Dopiero w 1791 roku zaczął się ukazywać częściami pierwszy polski przekład całości Iliady autorstwa pijara Franciszka Ksawerego Dmochowskiego, pisany trzynastozgłoskowcem (całość wydano w latach 1791–1801). Dmochowski wspomagał się w pracy francuskim przekładem Anne Dacier oraz angielskim Alexandra Pope’a. Przekład Dmochowskiego stał się klasyką literatury polskiej, przyczynił się też do utrwalenia roli trzynastozgłoskowca jako polskiego wiersza epickiego.
Około 1805 roku rozpoczął prace nad przekładem Iliady Stanisław Staszic. Całość ukazała się dopiero w 1815 roku, w tomie VI Dzieł. Ten przekład nie zdobył jednak ani popularności, ani uznania, podobnie jak wydane w 1814 roku tłumaczenie profesora Akademii Krakowskiej, Jacka Idziego Przybylskiego.
W początku XIX wieku, już na fali wywołanej teorią Wolfa i modą wczesnego romantyzmu, wzrosło zainteresowanie Iliadą. Grecysta Gotfryd Ernest Groddeck opublikował w „Dzienniku Wileńskim” artykuł O nowym mniemaniu względem poematów „Iliady” i „Odysei” Homerowi przypisywanych (1805). W gimnazjach klasycznych uczniowie poznawali duże fragmenty obu utworów Homera w oryginale. Student Groddecka, Adam Mickiewicz, skonstruował fabułę Grażyny na wzór Iliady, wzorowany jest na niej także epicki styl Pana Tadeusza. Brak było jednak znaczących przekładów, choć dość swobodnego tłumaczenia fragmentów księgi I, XVII i XXI dokonał w 1846 roku Juliusz Słowacki.
Dopiero pod koniec XIX wieku ukazały się trzy pełne przekłady Iliady, wszystkie napisane heksametrem polskim: Pawła Popiela (1880), Augustyna Szmurły (1887) i Stanisława Mleczki (1894). Żaden tych przekładów nie znalazł trwałego miejsca w literaturze polskiej; jak pisze Jerzy Łanowski: zbyt skromny talent wszystkich trzech tłumaczy dał się tym przekładom szybko zestarzeć, choć Iliada Popiela była ulubioną lekturą Henryka Sienkiewicza – pisarza, którego twórczość miewa znamiona świadomej homeryckiej stylizacji.

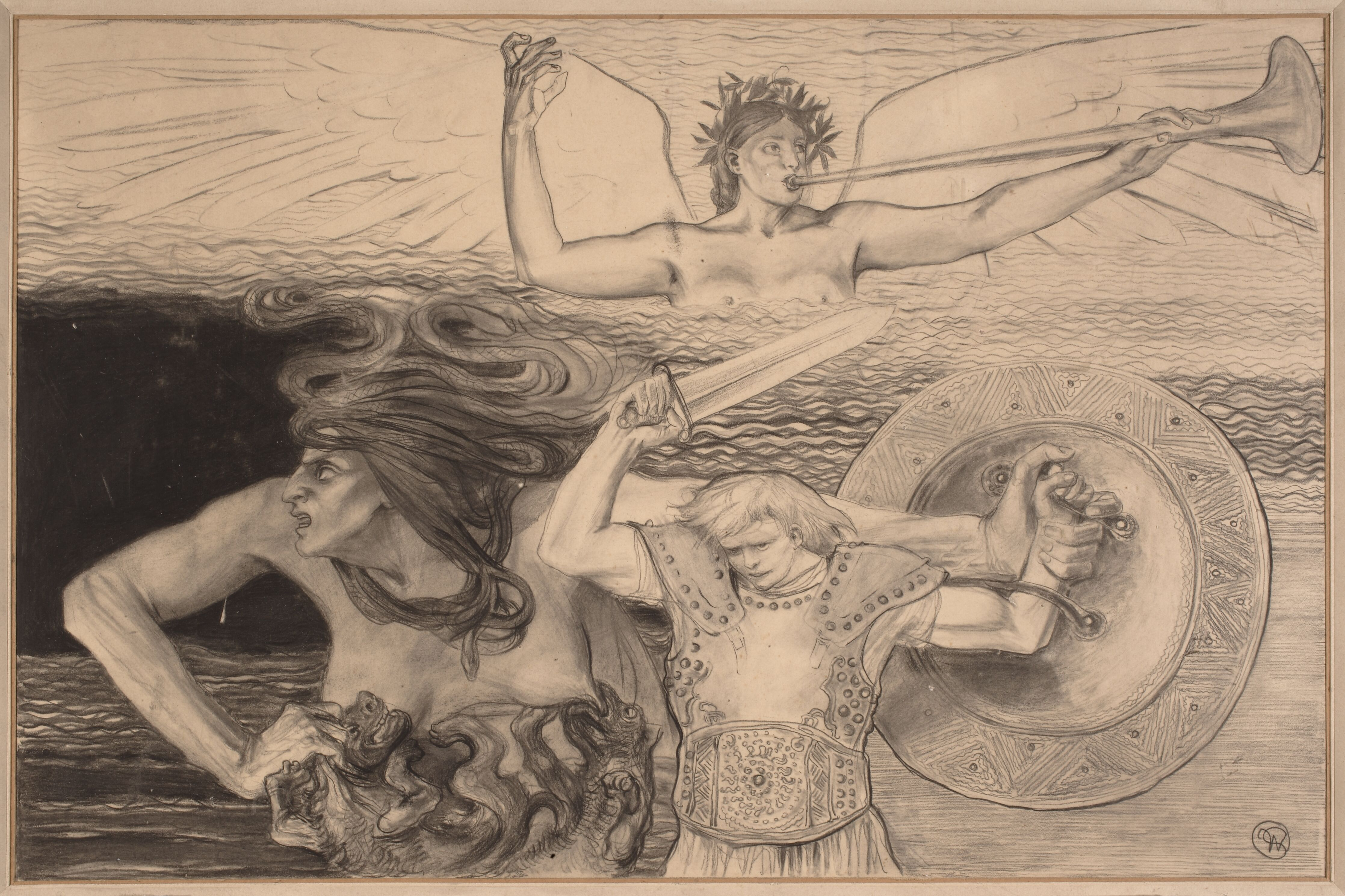
Gniew Pelidę ponosi, ilustracja do Iliady; Stanisław Wyspiański, 1896

W 1896 roku opublikowane zostaje 8 ksiąg Iliady w tłumaczeniu Lucjana Rydla. Poeta wraca do rymowanego trzynastozgłoskowca; modne wówczas przekonanie o „ludowości” Iliady zaowocowało stylizacją języka poematu na gwarę. Podobny zabieg zastosował w przekładzie urywków Iliady Michał Pawlikowski, używając gwary góralskiej i, jak pisze Łanowski, do parodystycznego szczytu doprowadzając chłopomańską interpretację. Fragmenty Iliady rymowanym trzynastozgłoskowcem opublikował w 1918 roku Kazimierz Przerwa-Tetmajer.
Iliadę Rydla miał ilustrować Stanisław Wyspiański (powstało 11 rysunków do księgi pierwszej), w którego twórczości Homer odgrywał znaczącą rolę: inspirowane Iliadą są wczesne utwory Meleager oraz Protesilas i Laodamia, w całości jest na niej oparty dramat Achilleis, a jej echa można odnaleźć także w Akropolis i Nocy listopadowej.
W XX wieku znajomość Homera była elementem średniego wykształcenia, a treść Iliady była rozpowszechniana także w przeznaczonych dla młodszych czytelników przeróbkach, jak Wojna trojańska Jana Parandowskiego (1927). Brakowało jednak dobrego współczesnego przekładu eposu – wydane w 1921 roku tłumaczenie autorstwa Jana Czubka zostało przyjęte niezbyt przychylnie. Następny przekład, wydany dopiero 40 lat później w Londynie (1961) w zaledwie w 1500 egzemplarzach, czyli tłumaczenie Ignacego Wieniewskiego, początkowo nie miało szans rozpowszechnienia w Polsce (wznowiło je w 1984 roku Wydawnictwo Literackie). W okresie powojennym wydawano więc przede wszystkim Iliadę Dmochowskiego, poddaną pewnym adaptacjom przez Tadeusza Sinkę. Kolejnego przekładu Iliady, opublikowanego w całości w 1981 roku w serii Biblioteka Narodowa przez Zakład Narodowy im. Ossolińskich, dokonała Kazimiera Jeżewska. W 2022 roku nakładem Towarzystwa Naukowego KUL ukazało się tłumaczenie autorstwa Roberta Chodkowskiego.